# Europeiska idrottsmästerskapen 2018
Europeiska idrottsmästerskapen 2018, European Championships, var den första upplagan av de Europeiska idrottsmästerskapen och arrangerades i Berlin och Glasgow mellan 2 augusti och 12 augusti 2018. Spelen vrr ett multisportevenemang där flera olika  idrotter arrangerarade sina europamästerskap på samma plats.

## Arenor

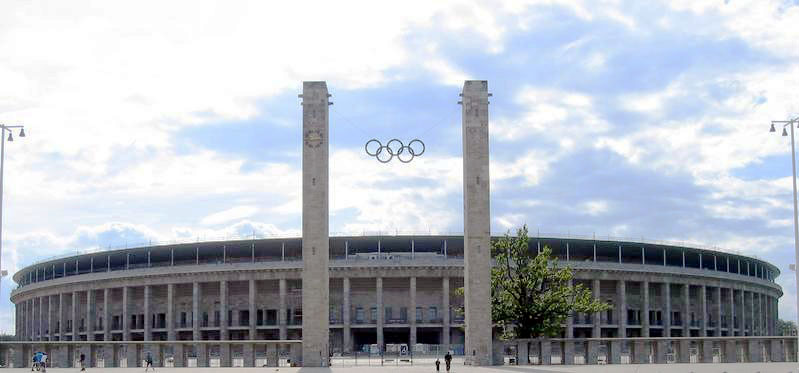
Berlins Olympiastadion

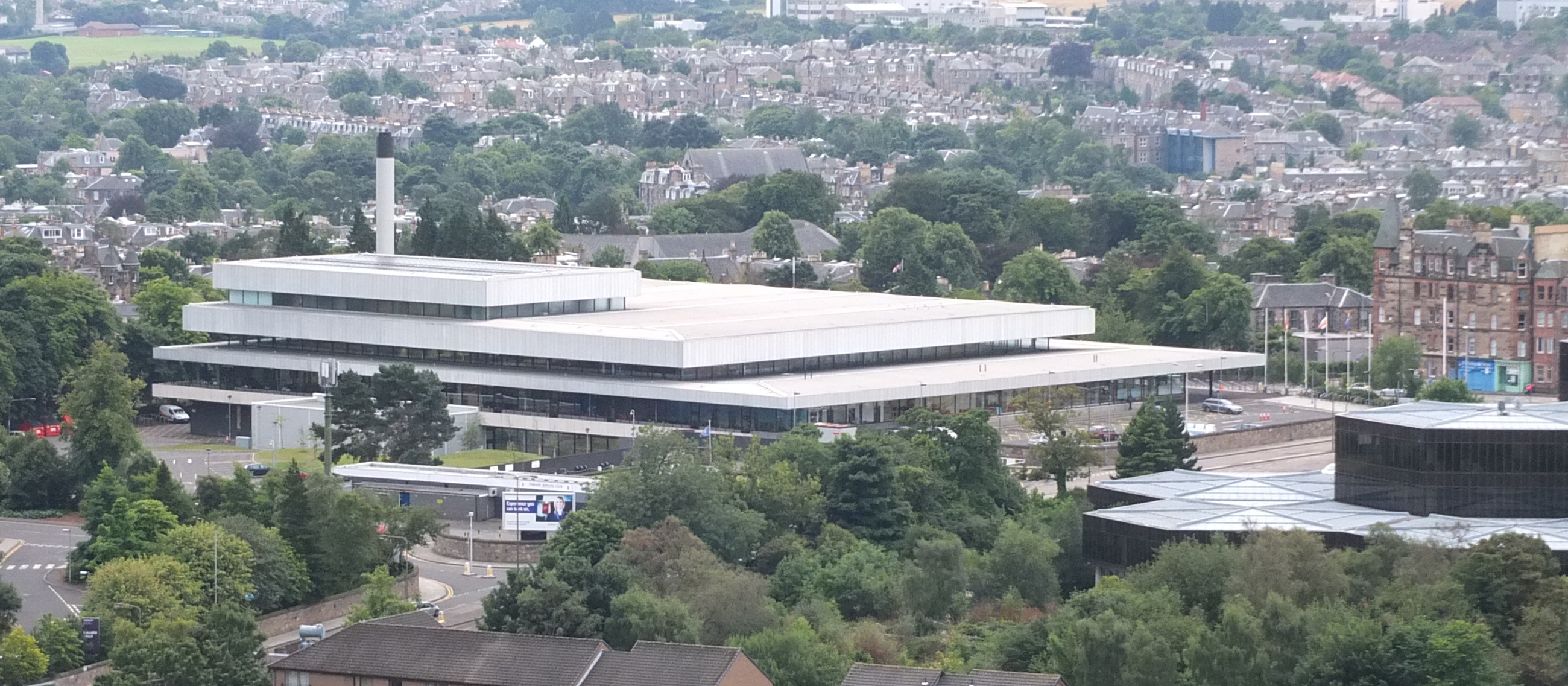
Royal Commonwealth Pool, Glasgow

### Berlin
- Berlins Olympiastadion

### Glasgow
- Royal Commonwealth Pool
- Loch Lomond
- Tollcross
- Scotstoun Sports Campus
- Glasgows centrum och förorter (landsvägscykling)
- Cathkin Braes MTB Track
- Glasgow BMX Centre
- Sir Chris Hoy Velodrome
- Gleneagles Hotel (golf)
- SSE Hydro
- Strathclyde Country Park

## Sporter och mästerskap

### Berlin
Europamästerskapen i friidrott

### Glasgow
| Europamästerskapen i simsport Simhopp Simning, långbana Konstsim Öppet vatten-simning Europamästerskapen i cykling BMX Mountainbike Landsvägscykling Velodromcykling | Europamästerskapen i triathlon Olympisk distans Europamästerskapen i rodd Europamästerskapen i golf Mixed team Europamästerskapen i gymnastik Artistisk gymnastik |

## Deltagande nationer
Europeiska idrottsmästerskapen är öppen för de europeiska specialidrottsförbundens medlemsländer. Vissa länder ligger geografiskt i eller till viss del i Asien, utöver i Europa, men i idrottssammanhang brukar dessa länder ses som europeiska och är medlemmar i de europeiska specialidrottsförbunden. 
| - Albanien - Andorra - Armenien - "Authorised Neutral Athletes" - Azerbajdzjan - Belgien - Bosnien och Hercegovina - Bulgarien - Cypern - Danmark - Estland - Finland - Frankrike - Färöarna - Georgien - Gibraltar - Grekland - Irland | - Island - Israel - Italien - Kroatien - Kosovo - Lettland - Liechtenstein - Litauen - Luxemburg - Makedonien - Malta - Moldavien - Monaco - Montenegro - Nederländerna - Norge - Polen | - Portugal - Rumänien - Ryssland - San Marino - Schweiz - Serbien - Slovakien - Slovenien - Spanien - Storbritannien (värdland) - Sverige - Tjeckien - Turkiet - Tyskland (värdland) - Ukraina - Ungern - Vitryssland - Österrike |

## Kalender
- European Championships, Schedule and results

## TV
Europeiska radio- och TV-unionen (EBU) är "broadcast partner" och kommer att producera 2 700 timmars TV-sändningar från Europeiska idrottsmästerskapen. Potentiellt över 1 miljard människor kan se sändningarna. Från Sverige ses tävlingarna i SVT och i Eurosport.

### Fotnoter
1. ↑  ”Nytt samlat Europamästerskap”. Svenska dagbladet. 26 mars 2015. http://www.svd.se/nytt-samlat-europamasterskap. Läst 4 augusti 2015.

## Externa hänvisningar
- Glasgow 2018 – officiell hemsida
- European Championships
- Friidrottens officiella hemsida